# 逐点
在数学中，限定词逐点（英語：Pointwise）用於表明考虑某函数{\displaystyle f} 的每一个值{\displaystyle f(x)} 的确定性质。一类重要的逐点概念是逐点运算，这种运算是定义在函数上的运算，是将定义域上的每一点的函数值分别进行运算。重要的关系也可以被定义为逐点的。

## 逐点算子
例子包括：
逐点加法：{\displaystyle (f+g)(x)=f(x)+g(x)\,}
逐点乘法：{\displaystyle (f\cdot g)(x)=f(x)\cdot g(x)}
与标量的逐点乘法：{\displaystyle (\lambda f)(x)=\lambda \cdot f(x)}
见逐点乘积、标量。
逐点运算继承了来自陪域的对应运算的性质，这些性质包括结合律、交換律和分配律。函数上的运算不是逐点运算的有卷积。

## 逐点关系
序理论中，普遍将逐点定义为函数上的偏序关系。若A 、B 是偏序集，则函数集A → B 可被表示成偏序关系 f ≤ g 当且仅当∀x ∈ A时f(x) ≤ g(x) 。逐点序也继承了基础偏序集的一些性质。例如，若A与B是连续格，则具有逐点序的函数集A → B 也是连续格。在函数上我们可以利用逐点序定义其他重要的概念，例如：
- 偏序集P 上的闭包算子c 是P （即投影算子）上的单调、幂等的自映射，这一自映射还具有附加性质idA ≤ c ，其中id是恆等函數。

- 类似地，投影算子k 被称为核算子当且仅当k ≤ idA 。

无限性逐点关系的一个例子是函数的逐点收敛：
{\displaystyle f_{n}:X\longrightarrow Y}
若对於{\displaystyle X} 中的每一{\displaystyle x} 都有 
{\displaystyle \lim _{n\rightarrow \infty }f_{n}(x)=f(x),}
则函数序列
{\displaystyle \{f_{n}\}_{n=1}^{\infty }}
逐点收敛至函数{\displaystyle f} 。

### 脚注
1. ↑  Gierz, p. xxxiii
2. ↑  Gierz, p. 26